# Acer Iconia Tab A510
Iconia Tab A510 è un tablet progettato da Acer messo in commercio il 24 aprile 2012.

## Sistema operativo
Al momento in cui è stato messo in commercio, viene venduto con Android 4.0.3 (Ice Cream Sandwich).

## Dimensioni e Massa
- Dimensioni: 175×260×10,95 mm
- Massa: 675 g

## Connettività
- Wi-Fi 802.11a/b/g/n
- Bluetooth 2.1 + EDR
- GPS
- Micro-USB 2.0
- USB (per il collegamento di chiavette USB, tastiere ecc.)
- Pin per docking
- Micro HDMI
- Uscita audio Jack da 3,5 mm
- Altoparlanti audio posteriori
- Microfoni integrati
- Connettore per il caricamento della batteria

## Sensori
- Prossimità
- Giroscopio
- Luminosità ambientale
- Accelerometro

## Varianti
L'Iconia A510 è disponibile anche nella versione A511 che differisce solo per la presenza del modulo 3G (HSDPA, 21 Mbit/s; HSUPA, 5,76 Mbit/s)